# Кут атаки

Зв'язок між кутом атаки та підйомною силою

Кут атаки — кут між напрямком швидкості набігаючого на тіло потоку (рідини або газу) і характерним поздовжнім напрямком, обраним на тілі, наприклад у крила літака це буде хорда крила, у літака — поздовжня будівельна вісь, у снаряда чи ракети — їхня вісь симетрії. При розгляді крила або літака кут атаки знаходиться в нормальній площині, на відміну від кута ковзання.
Для літака в горизонтальному прямолінійному польоті збільшення швидкості та кута атаки призводить до збільшення підйомної сили, створюваної крилом. У той же час, збільшення кута атаки супроводжується зростанням індуктивного опору. Спроба зберігати набір висоти збільшенням кута атаки без збільшення тяги двигунів є поширеною грубою помилкою в пілотуванні. Така помилка може призвести до зриву потоку і звалювання літака. Саме через виведення літака на закритичні кути атаки відбулися багато авіакатастроф, зокрема, авіакатастрофа під Донецьком 22 серпня 2006.

## Кут атаки - параметр пілотування літака
З усіх параметрів, які витримує льотчик під час пілотування літака, найважливішим є кут атаки. Тому що, якщо він вийде за допустимі межі, то крило літака втратить свою тримальну здатність, а система управління - ефективність. Якщо при цьому висота польоту виявиться недостатньою для виходу зі звалювання, то ситуація стане катастрофічною.
Точно пілотувати літак за кутом атаки важко, тому пілотування здійснюється за швидкістю. Деякі виробники літаків взагалі не виводять льотчику інформацію про кут атаки. У зв'язку з цим може виникнути ілюзія, що витримування швидкості гарантує льотчика від потрапляння у звалювання.
Провідний льотчик - випробувач NACA в Ленглі Melvin Gough сказав: "Можна потрапити у звалювання, летячи вертикально вгору або вниз, і зробити це на будь-якій швидкості, все залежить тільки від кута атаки".
Льотчикам на літаках без прямої індикації кута атаки потрібно його оцінювати опосередковано, наприклад, порівнюючи кут тангажу і показання вертикальної швидкості. Катастрофа А330 над Атлантичним океаном є яскравим прикладом нерозуміння льотчиками, з яким кутом атаки летів (падав) літак. Вони пілотували за кутом тангажу і режимом двигуна, так і не зробивши спроби вивести літак зі звалювання.

## Зв'язок між кутом атаки та підйомною силою
Коефіцієнт підйомної сили літака варіюється одночасно з кутом атаки. Збільшення кута атаки пов'язане зі збільшенням коефіцієнта підйомної сили до максимального коефіцієнта підйомної сили, після чого коефіцієнт підйомної сили зменшується.

Кут атаки літального апарата — кут між поздовжньою віссю літального апарата й проєкцією його швидкості V на площину ОХ зв'язаної системи координат; уважається позитивним, якщо проєкція V на нормальну вісь OY негативна. У завданнях динаміки польоту використається просторовий кут атаки — кут між віссю ОХ і напрямком швидкості ЛА.
Для літака, крім того, вводяться додаткові характерні кути атаки:
- балансувальний кут атаки, при якому момент тангажу дорівнює нулю, значення змінюються залежно від відхилення органів поздовжнього керування (балансування);
- допустимий кут атаки, тобто найбільший дозволяє в нормальній льотній експлуатації літака, призначуваний з умов забезпечення безпеки польоту, значення допустимого кута атаки визначається для кожної моделі літака.

Зміна кута атаки літака досягається відхиленням органів поздовжнього керування. тангажу?

## Дуже великі значення кута альфа
Деякі військові літаки можуть досягати керованого польоту на дуже великих кутах атаки, але ціною тому буде масивний індуктивний опір. Це дозволяє літаку мати велику спритність. Відомим військовим маневром на війсковому літаку є Кобра. Хоча літак досягає високих кутів атаки під час маневру, літак не здатен здійснювати прямолінійний аеродинамічний контроль або підтримувати горизонтальний політ доки не завершить маневр. Кобра є прикладом надманевреності оскільки крила літака приймають позицію, значно перевищуючи критичний кут атаки під час майже всього маневру.
Додаткові аеродинамічні поверхні, відомі як "пристрої високого підйому", до яких відносяться кореневі розширення передньої кромки крила дозволяють збільшити допустимі кути атаки для винищувачів до 45°, в той час як для порівняння кут становитиме 20° для літака без таких пристроїв. Це може бути корисно на великих висотах, де навіть невелике маневрування може потребувати великого кута атаки через малу густину повітря у верхніх шарах атмосфери, а також на малих швидкостях і на малих висотах, де запас між урівноваженим польотом і звалюванням значно зменшений.